# Linton Johnson
Linton Johnson, né le 13 juin 1980 à Chicago, dans l'Illinois, est un joueur américain de basket-ball. Il évolue durant sa carrière au poste d'ailier fort. Il possède également la nationalité italienne.

## Palmarès
- Champion NBA 2005
- Champion d'Espagne 2008
- Vainqueur de la supercoupe d'Espagne 2008